# Eudàmides d'Esparta
Eudàmides (en llatí Eudamidas , en grec antic Εὐδαμίδας) fou un militar espartà.
Quan els calcídis van anar a Esparta a demanar ajut contra Olint l'any 383 aC, fou enviat al front de 2.000 homes i al sortir va advertir als èfors d'enviar seguidament una segona divisió (que havia de manar el seu germà Fèbides). Aquesta segona divisió va sortir d'Esparta però com que pel camí es va aturar per ocupar la fortalesa de Cadmea (a Tebes) Eudàmides, per falta de mitjans no va poder fer gaire cosa a la península Calcídica, fora de deixar guarnicions a algunes ciutats. Es va establir a Potidea i va fer accions militars sense resultats decisius. Segons Diodor de Sicília va portar la pitjor part en algun combat i finalment va morir en una de les lluites segons es pot deduir de Xenofont.